# Naoko Sato
Pour les articles homonymes, voir Sato.
Naoko Sato (佐藤 直子, Satō Naoko, née le 2 janvier 1955) est une joueuse de tennis japonaise, professionnelle du milieu des années 1970 à 1991.
Elle s'est essentiellement illustrée dans les épreuves de double sur le circuit WTA, atteignant notamment en 1978 la finale de l'Open d'Australie, aux côtés de Pam Whytcross (défaite contre la paire Renáta Tomanová-Betsy Nagelsen).

## Palmarès

### Titre en simple dames
Aucun

### Finales en simple dames
| No | Date       | Nom et lieu du tournoi      | Catégorie      | Dotation | Surface         | Vainqueure     | Score         |          |
| -- | ---------- | --------------------------- | -------------- | -------- | --------------- | -------------- | ------------- | -------- |
| 1  | 15-10-1979 | Borden Classic, Kyoto       | Colgate Series | 35 000 $ | NC              | Betsy Nagelsen | 6-3, 6-4      | Parcours |
| 2  | 22-10-1979 | Hit-Union Japan Open, Tokyo | Colgate Series | 35 000 $ | Moquette (int.) | Betsy Nagelsen | 6-1, 3-6, 6-3 | Parcours |

### Titre en double dames
| No | Date       | Nom et lieu du tournoi | Catégorie | Dotation | Surface      | Partenaire      | Finalistes                  | Score         |          |
| -- | ---------- | ---------------------- | --------- | -------- | ------------ | --------------- | --------------------------- | ------------- | -------- |
| 1  | 11-10-1982 | Borden Classic Tokyo   | Series 2  | 75 000 $ | Terre (ext.) | Brenda Remilton | Laura duPont Barbara Jordan | 2-6, 6-3, 6-3 | Parcours |

### Finales en double dames
| No | Date       | Nom et lieu du tournoi                     | Catégorie | Dotation | Surface      | Vainqueures                     | Partenaire         | Score         |          |
| -- | ---------- | ------------------------------------------ | --------- | -------- | ------------ | ------------------------------- | ------------------ | ------------- | -------- |
| 1  | 31-05-1976 | Rose’s Lime Juice International Chichester |           | NC       | Gazon (ext.) | Marise Kruger Elizabeth Vlotman | Corinne Molesworth | 6-2, 6-1      | Parcours |
| 2  | 05-12-1977 | Queensland State Open Brisbane             |           | NC       | Gazon (ext.) | Helen Anliot Regina Maršíková   | Nerida Gregory     | 6-3, 3-1, ab. | Parcours |
| 3  | 25-12-1978 | Australian Open Melbourne                  | G. Chelem | 35 000 $ | Gazon (ext.) | Betsy Nagelsen Renáta Tomanová  | Pam Whytcross      | 7-5, 6-2      | Parcours |
| 4  | 18-10-1982 | Japan Open Tokyo                           | Series 2  | 50 000 $ | Dur (ext.)   | Laura duPont Barbara Jordan     | Brenda Remilton    | 6-2, 6-7, 6-1 | Parcours |
| 5  | 10-10-1983 | Borden Classic Tokyo                       |           | 75 000 $ | Dur (ext.)   | Chris O'Neil Pam Whytcross      | Brenda Remilton    | 5-7, 7-6, 6-3 | Parcours |

## Parcours en Grand Chelem

### En simple dames
| Année | Open d'Australie (janvier) | Open d'Australie (janvier) | Internationaux de France | Internationaux de France | Wimbledon       | Wimbledon      | US Open         | US Open      | Open d'Australie (décembre) | Open d'Australie (décembre) |
| ----- | -------------------------- | -------------------------- | ------------------------ | ------------------------ | --------------- | -------------- | --------------- | ------------ | --------------------------- | --------------------------- |
| 1975  | -                          | -                          | -                        | -                        | 1er tour (1/64) | Michèle Gurdal | -               | -            | n/a                         | n/a                         |
| 1976  | -                          | -                          | -                        | -                        | 2e tour (1/32)  | Julie Anthony  | -               | -            | n/a                         | n/a                         |
| 1977  | 1/4 de finale              | Karen Krantzcke            | 1er tour (1/32)          | Ingrid Löfdahl           | 1er tour (1/64) | Julie Anthony  | -               | -            | 2e tour (1/8)               | Evonne Goolagong            |
| 1978  | n/a                        | n/a                        | -                        | -                        | -               | -              | -               | -            | 1er tour (1/16)             | H. Eisterlehner             |
| 1979  | n/a                        | n/a                        | -                        | -                        | -               | -              | -               | -            | 2e tour (1/8)               | Mary Sawyer                 |
| 1980  | n/a                        | n/a                        | -                        | -                        | -               | -              | -               | -            | 2e tour (1/16)              | Anne Minter                 |
| 1981  | n/a                        | n/a                        | 2e tour (1/32)           | Liliana Giussani         | -               | -              | 1er tour (1/64) | Lisa Doherty | -                           | -                           |

À droite du résultat, l’ultime adversaire.

### En double dames
| Année | Open d'Australie (janvier)    | Open d'Australie (janvier) | Internationaux de France      | Internationaux de France    | Wimbledon                     | Wimbledon                   | US Open                       | US Open                    | Open d'Australie (décembre)  | Open d'Australie (décembre) |
| ----- | ----------------------------- | -------------------------- | ----------------------------- | --------------------------- | ----------------------------- | --------------------------- | ----------------------------- | -------------------------- | ---------------------------- | --------------------------- |
| 1973  | -                             | -                          | 2e tour (1/8) Monica Rho      | Chris Evert Olga Morozova   | -                             | -                           | -                             | -                          | n/a                          | n/a                         |
| 1975  | -                             | -                          | -                             | -                           | 2e tour (1/16) F. Mihai       | Rosie Darmon M. Neumanova   | -                             | -                          | n/a                          | n/a                         |
| 1976  | -                             | -                          | -                             | -                           | -                             | -                           | 2e tour (1/16) M. Gurdal      | V. Lancaster Pam Whytcross | n/a                          | n/a                         |
| 1977  | 1er tour (1/8) M. Gurdal      | D. Fromholtz Helen Gourlay | 1er tour (1/16) M. Gurdal     | Bunny Bruning Sharon Walsh  | 2e tour (1/16) M. Gurdal      | Jackie Fayter R. Maršíková  | 1er tour (1/32) M. Gurdal     | L. Charles Sue Mappin      | 1/4 de finale W. Gilchrist   | C. Matison Pam Whytcross    |
| 1978  | n/a                           | n/a                        | -                             | -                           | -                             | -                           | 2e tour (1/16) M. Gurdal      | R. Maršíková P. Teeguarden | Finale Pam Whytcross         | B. Nagelsen R. Tomanová     |
| 1979  | n/a                           | n/a                        | 1er tour (1/16) N. Gregory    | Rayni Fox Paula Smith       | 2e tour (1/16) Pam Whytcross  | W. Gilchrist Brenda Perry   | 1er tour (1/32) Pam Whytcross | C. Sieler Lele Forood      | 1er tour (1/8) Pam Whytcross | Sue Saliba Mary Sawyer      |
| 1980  | n/a                           | n/a                        | 1er tour (1/16) Silvana Urroz | Petra Delhees C. Jolissaint | 1er tour (1/32) Silvana Urroz | A. Buchanan Kim Sands       | 1er tour (1/32) Silvana Urroz | Ann Kiyomura B. Nagelsen   | -                            | -                           |
| 1981  | n/a                           | n/a                        | 1/4 de finale Glynis Coles    | Bettina Bunge Kohde-Kilsch  | 3e tour (1/8) D. Freeman      | Navrátilová Pam Shriver     | 1er tour (1/32) Iva Budařová  | R. Fairbank Tanya Harford  | 1er tour (1/16) M. Neumanova | Rosie Casals W. Turnbull    |
| 1982  | n/a                           | n/a                        | 1er tour (1/32) M. Neumanova  | Pat Medrado C. Monteiro     | 2e tour (1/16) M. Neumanova   | J. Russell V. Ruzici        | 1er tour (1/32) Glynis Coles  | Ann Kiyomura Betty Stöve   | -                            | -                           |
| 1983  | n/a                           | n/a                        | 2e tour (1/16) B. Remilton    | Rosie Casals W. Turnbull    | 1er tour (1/32) B. Remilton   | C. Tanvier A. Temesvári     | 1er tour (1/32) B. Remilton   | Anne Hobbs Andrea Jaeger   | 1er tour (1/16) B. Remilton  | Anne Hobbs W. Turnbull      |
| 1984  | n/a                           | n/a                        | 1/4 de finale B. Remilton     | Navrátilová Pam Shriver     | 1er tour (1/32) B. Remilton   | L. Antonoplis Beverly Mould | -                             | -                          | 1er tour (1/16) B. Remilton  | C. Benjamin Vicki Nelson    |
| 1985  | n/a                           | n/a                        | 1er tour (1/32) B. Remilton   | Hetherington Gretchen Rush  | 1er tour (1/32) B. Remilton   | M. L. Piatek Robin White    | 1er tour (1/32) Kim Steinmetz | B. Potter Sharon Walsh     | -                            | -                           |
| 1986  | n/a                           | n/a                        | 1er tour (1/32) Masako Yanagi | Anne Smith Sharon Walsh     | -                             | -                           | -                             | -                          | n/a                          | n/a                         |
| 1987  | -                             | -                          | 2e tour (1/16) K. Okamoto     | Jana Novotná C. Suire       | 1er tour (1/32) K. Okamoto    | Peanut Louie H. Ludloff     | -                             | -                          | n/a                          | n/a                         |
| 1988  | 2e tour (1/16) K. Okamoto     | M. Lindström Alison Scott  | 2e tour (1/16) K. Okamoto     | Elise Burgin H. Mandlíková  | 1er tour (1/32) K. Okamoto    | N. Jagerman S. Rehe         | 1er tour (1/32) Pat Medrado   | Terry Phelps R. Reggi      | n/a                          | n/a                         |
| 1989  | 1er tour (1/32) Maya Kidowaki | Ann Devries N. Jagerman    | -                             | -                           | -                             | -                           | -                             | -                          | n/a                          | n/a                         |
| 1990  | 1er tour (1/32) Emiko Okagawa | B. Paulus R. Zrubáková     | -                             | -                           | -                             | -                           | -                             | -                          | n/a                          | n/a                         |

Sous le résultat, la partenaire ; à droite, l’ultime équipe adverse.

### En double mixte
| Année | Open d'Australie (janvier), | Open d'Australie (janvier), | Internationaux de France | Internationaux de France | Wimbledon                     | Wimbledon                  | US Open | US Open | Open d'Australie (décembre), | Open d'Australie (décembre), |
| ----- | --------------------------- | --------------------------- | ------------------------ | ------------------------ | ----------------------------- | -------------------------- | ------- | ------- | ---------------------------- | ---------------------------- |
| 1973  | n/a                         | n/a                         | -                        | -                        | 1er tour (1/64) Jun Kuki      | Wendy Overton Neale Fraser | -       | -       | n/a                          | n/a                          |
| 1974  | n/a                         | n/a                         | -                        | -                        | 1er tour (1/64) Stephen Myers | J. Schwikert John Trickey  | -       | -       | n/a                          | n/a                          |
| 1976  | n/a                         | n/a                         | -                        | -                        | 1er tour (1/32) Yuji Tezuka   | Peggy Michel Billy Martin  | -       | -       | n/a                          | n/a                          |
| 1977  | n/a                         | n/a                         | -                        | -                        | 1er tour (1/32) Kenichi Hirai | Ilana Kloss R. Carmichael  | -       | -       | n/a                          | n/a                          |
| 1980  | n/a                         | n/a                         | -                        | -                        | 1er tour (1/32) J. Kamiwazumi | Maria Bueno Víctor Pecci   | -       | -       | n/a                          | n/a                          |
| 1981  | n/a                         | n/a                         | -                        | -                        | 2e tour (1/16) J. Kamiwazumi  | L. Charles John Feaver     | -       | -       | n/a                          | n/a                          |
| 1983  | n/a                         | n/a                         | -                        | -                        | 1er tour (1/32) A. Cortes     | M. Casati Richard Lewis    | -       | -       | n/a                          | n/a                          |
| 1985  | n/a                         | n/a                         | -                        | -                        | 2e tour (1/16) J. Smith       | C. Jolissaint Z. Kuhárszky | -       | -       | n/a                          | n/a                          |

Sous le résultat, le partenaire ; à droite, l’ultime équipe adverse.

## Parcours en Coupe de la Fédération
| #                                                                 | Date       | Lieu         | Surface                   | Gagnante(s)                    | Perdante(s)                        | Score          |          |
|                                                                   |            |              |                           |                                |                                    |                |          |
| 1976 - 1er tour (groupe mondial) - Japon - Suède - 0 : 3          |            |              |                           |                                |                                    |                |          |
| 1                                                                 | 22/08/1976 | Philadelphie | Moquette (int.)           | Ingrid Löfdahl                 | Naoko Sato                         | 6-4, 7-5       | Parcours |
|                                                                   |            |              |                           |                                |                                    |                |          |
| 1977 - 1er tour (groupe mondial) - Afrique du Sud - Japon - 2 : 1 |            |              |                           |                                |                                    |                |          |
| 2                                                                 | 13/06/1977 | Eastbourne   | Herbe (ext.)              | Naoko Sato                     | Brigitte Cuypers                   | 6-4, 8-10, 6-4 | Parcours |
| 2                                                                 | 13/06/1977 | Eastbourne   | Herbe (ext.)              | Linky Boshoff Ilana Kloss      | Kayoko Fukuoka Naoko Sato          | 6-2, 6-4       | Parcours |
|                                                                   |            |              |                           |                                |                                    |                |          |
| 1978 - 1er tour (groupe mondial) - Japon - Israël - 3 : 0         |            |              |                           |                                |                                    |                |          |
| 3                                                                 | 27/11/1978 | Melbourne    |                           | Naoko Sato                     | Paulina Peisachov                  | 6-1, 6-4       | Parcours |
| 3                                                                 | 27/11/1978 | Melbourne    | Kiyoko Nomura Naoko Sato  | Paulina Peisachov Hagit Zubary | 3-6, 6-2, 6-4                      |                | Parcours |
|                                                                   |            |              |                           |                                |                                    |                |          |
| 1978 - 2e tour (groupe mondial) - Australie - Japon - 3 : 0       |            |              |                           |                                |                                    |                |          |
| 4                                                                 | 27/11/1978 | Melbourne    |                           | Kerry Reid                     | Naoko Sato                         | 6-2, 6-3       | Parcours |
| 4                                                                 | 27/11/1978 | Melbourne    | Kerry Reid Wendy Turnbull | Kiyoko Nomura Naoko Sato       | 6-2, 6-4                           |                | Parcours |
|                                                                   |            |              |                           |                                |                                    |                |          |
| 1979 - 1er tour (groupe mondial) - Norvège - Japon - 0 : 3        |            |              |                           |                                |                                    |                |          |
| 5                                                                 | 30/04/1979 | Madrid       | Terre (ext.)              | Naoko Sato                     | Bente Kjolstad                     | 6-3, 6-1       | Parcours |
| 5                                                                 | 30/04/1979 | Madrid       | Terre (ext.)              | Kiyoko Nomura Naoko Sato       | Ellen Grindvold Bente Kjolstad     | 6-2, 6-2       | Parcours |
|                                                                   |            |              |                           |                                |                                    |                |          |
| 1980 - 1er tour (groupe mondial) - Japon - Thaïlande - 3 : 0      |            |              |                           |                                |                                    |                |          |
| 6                                                                 | 19/05/1980 | Berlin       | Terre (ext.)              | Naoko Sato                     | Suthasini Sirikaya                 | 6-1, 6-3       | Parcours |
| 6                                                                 | 19/05/1980 | Berlin       | Terre (ext.)              | Kiyoko Nomura Naoko Sato       | Chalada Wattana Suthasini Sirikaya | 6-3, 5-7, 6-3  | Parcours |
|                                                                   |            |              |                           |                                |                                    |                |          |
| 1980 - 2e tour (groupe mondial) - Suède - Japon - 2 : 1           |            |              |                           |                                |                                    |                |          |
| 7                                                                 | 19/05/1980 | Berlin       | Terre (ext.)              | Nina Bohm                      | Naoko Sato                         | 6-3, 3-6, 6-4  | Parcours |
| 7                                                                 | 19/05/1980 | Berlin       | Terre (ext.)              | Helen Anliot Nina Bohm         | Kiyoko Nomura Naoko Sato           | 6-3, 6-4       | Parcours |

## Classements WTA

### Classements en simple en fin de saison
| Année | 1986 | 1987 | 1988 | 1989 | 1990 |
| Rang  | 375  | 333  | 537  | 534  | 711  |

Source : (en) « Classements de Naoko Sato », sur le site officiel du WTA Tour